# Palmomyia incerta
Palmomyia incerta är en tvåvingeart som beskrevs av David Grimaldi 2003. Palmomyia incerta ingår i släktet Palmomyia och familjen daggflugor.
Artens utbredningsområde är Colombia. Inga underarter finns listade i Catalogue of Life.